# Ão (digramme)
Cette page contient des caractères spéciaux ou non latins. S’ils s’affichent mal (▯, ?, etc.), consultez la page d’aide Unicode.
Pour les articles homonymes, voir AO.
Ão (minuscule ão) est un digramme de l'alphabet latin composé d'un A tilde (Ã) et d'un O.

## Linguistique
- En portugais, le digramme « ão » représente généralement [ɐ̃ũ̯]

## Représentation informatique
Comme la majorité des digrammes, il n'existe aucun encodage de « ão » sous un seul signe, il est toujours réalisé en accolant un Ã et un O,.